# Tank (együttes)
A Tank angol heavy metal együttes. 1980-ban alakultak Londonban, a Brit Heavy Metal Új Hulláma (NWOBHM) irányzat egyik képviselőjeként. 1989-ben feloszlottak, 1997-ben újraegyesültek. Lemezeiket a 4Worlds Media, Kamaflage, Music for Nations, Spiritual Beast/Zoom Club kiadók jelentetik meg.

## Tagok
- Algy Ward (1980–1989, 1997–2008, 2013–) - összes hangszer, éneklés (2013-), éneklés, basszusgitár (1980-1989-, 1997-2008)
- Mick Tucker (1983–1989, 1997–) - gitár
- Cliff Evans - gitár (1984–1989, 1997–)
- Barend Courbois - basszusgitár (2014–)
- Bobby Schottkowski - dobok (2014–)
- David Readman - éneklés (2017–)

### Egykori tagok
- Peter Brabbs - gitár (1980–1983)
- Mark Brabbs - dobok (1980–1983, 2009)
- Graeme Crallan - dobok (1984, 2008-ban elhunyt)
- Michael Bettel - dobok (1985, 2003-ban elhunyt)
- Steve Clarke - dobok (1989)
- Steve Hopgood - dobok (1997–2001, 2012–2014)
- Bruce Bisland - dobok (2001–2007)
- Dave Cavill - dobok (2008–2011)
- Mark Cross - dobok (2011–2012)
- Doogie White - éneklés (2008–2014)
- Chris Dale - basszusgitár (2008–2014)
- ZP Theart - éneklés (2014–2017), koncerten éneklés (2013–2017)

## Diszkográfia
- Filth Hounds of Hades (1982)
- Power of the Hunter (1982)
- This Means War (1983)
- Honour & Blood (1984)
- Tank (1997)
- Still at War (2002)
- War Machine (2010)
- War Nation (2012)
- Breath of the Pit (2013)
- Valley of Tears (2015)
- Sturmpanzer (2018)